# Tajfun Lan
Tajfun Lan byla tropická cyklóna, která putovala severozápadním Tichým oceánem v říjnu 2017. Živlem bylo zasaženo především Japonsko. Tajfun měl za následek 17 mrtvých.

## Meteorlogická historie
Cyklóna se zformovala 14. října 2017 poblíž Karolínských ostrovů. Kvůli bouři vypadl elektrický proud v souostroví Chuuk. 20. října se začal tajfun o průměru asi 1650 kilometrů rychle zintenzivňovat. 22. října se průměr tajfunu rozšířil na 2200 kilometrů, což z něj dělá druhou největší tropickou cyklónu v zaznamenané historii.[zdroj⁠?!] V ten samý den zasáhlo oko tajfunu hlavní město Japonska - Tokio. Bouře se rozpadla 23. října.